# Museo Concord
El Museo Concord es un museo de historia local situado en el número 200 de Lexington Road, en Concord, Massachusetts, Estados Unidos, y reconocido sobre todo por su colección de artefactos de autores como Ralph Waldo Emerson y Henry David Thoreau. Se abre diariamente excepto durante los períodos principales de vacaciones; se cobra por la entrada.
Fundado en 1886, las colecciones del museo se remontan hasta alrededor de 1850. Pocas colecciones de la temprana historia americana son tan antiguas y están tan bien documentadas. Entre sus más notables artefactos y colecciones se incluyen:
- La lámpara de señales "uno si por tierra, y dos si por mar", que se dice estuvo colgada en la Old North Church en 1775, y que fue inmortalizada en el poema de 1860 "Paul Revere's Ride" de Henry Wadsworth Longfellow.

- Artefactos de la Revolución americana que incluyen cuernos para pólvora, mosquetes, bolas de cañón, y flautines.

- Una recreación del estudio de Ralph Waldo Emerson, incluyendo sus libros y furnishings, arreglados tan en su muerte en 1882.

- La colección más grande del mundo de posesiones de Thoreau (más de 250 objetos), incluyendo la cama, el escritorio y la silla que utilizó en su cabina de Walden Pond.

La colección de arte decorativo del museo procedente del siglo XVII, XVIII, y XIX incluye mobiliario, relojes, anteojos, piezas textiles, cerámica y artículos metálicos. Los objetos expuestos se ordenan en salas según el siguiente orden cronológico:
- Sala de principios del siglo XVIII: una habitación principal circa 1720 de la casa de un ciudadano prominente de Concord.

- Sala del mediados del siglo XVIII: con mesa de té y cerámica, plata, etc., así como mobiliario de época que incluye baúl, tocador y escritorio.

- Sala de principios del siglo XIX: mobiliario típico de época.

- Recepción del siglo XIX: conjunto de comedor amueblado al estilo neoclásico.

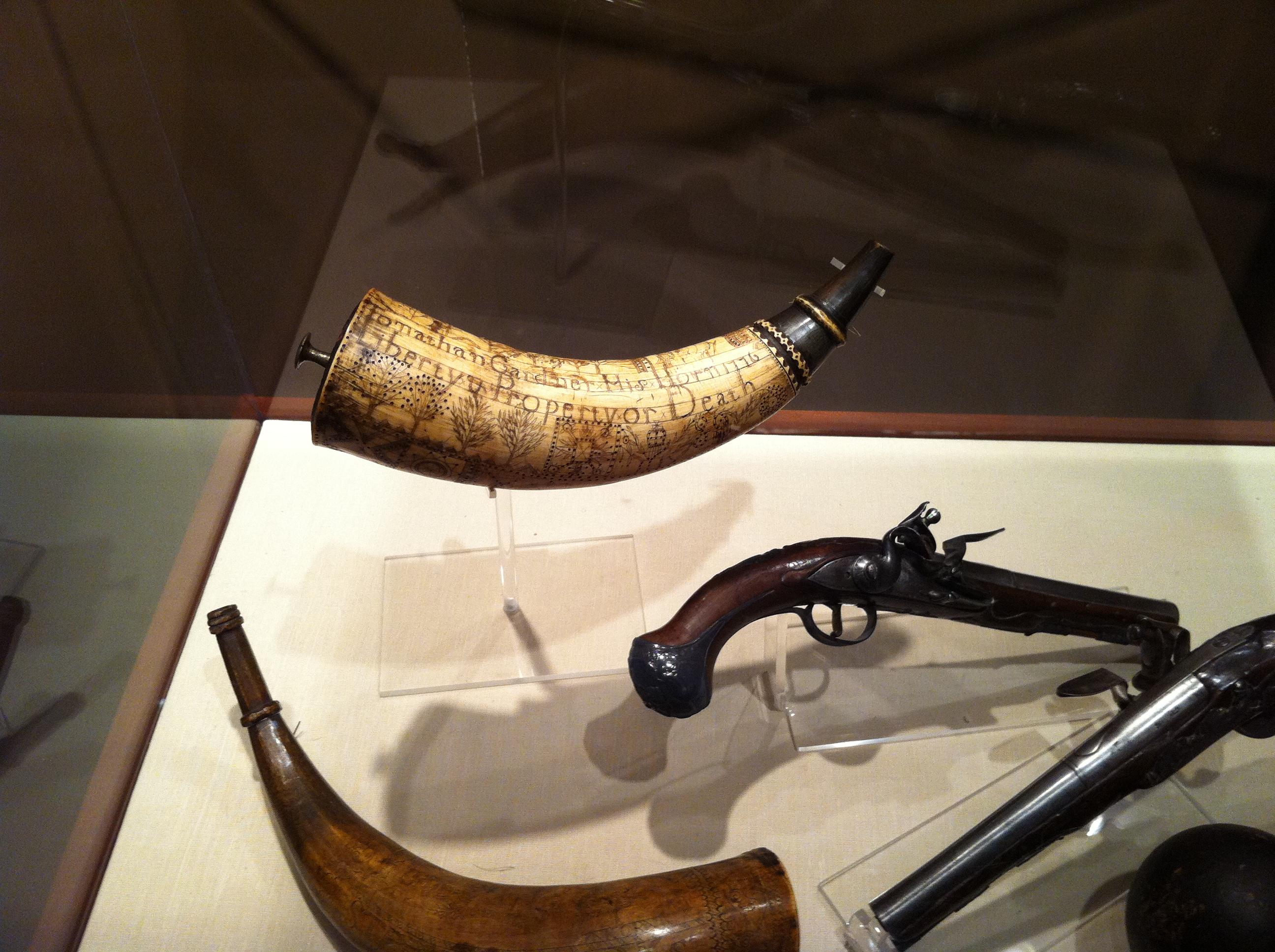
Cuernos para pólvora y pistolas en el Museo Concord.

Otras colecciones del museo incluyen herramientas confeccionadas en piedra por nativos americanos, artículos puritanos de uso doméstico, liceo y carteles de ferias de ganado, relojes y otras maquinarias fabricadas en Concord, así como trabajos del escultor Daniel Chester francés.